# Bob Clark (Leichtathlet)
Bob Clark (eigentlich Robert Hyatt Clark; * 28. Januar 1913 in Covina, Kalifornien; † 13. Mai 1976 in Arcadia, Kalifornien) war ein US-amerikanischer Zehnkämpfer und Weitspringer.
1934 und 1935 wurde er US-Meister und 1936 US-Vizemeister im Zehnkampf. Ebenfalls nationaler Vizemeister wurde er 1934 im Weitsprung. 
Bei den Olympischen Spielen 1936 in Berlin wurde er Sechster im Weitsprung. Im Zehnkampf kam es zu einem US-Dreifacherfolg: Bob Clark gewann mit seiner persönlichen Bestleistung von 7601 Punkten Silber hinter Glenn Morris, der mit 7900 Punkten einen Weltrekord aufstellte, und vor Jack Parker mit 7275 Punkten.
Seine persönlichen Rekord im Weitsprung stellte Clark mit 7,91 m am 26. Juni 1936 in Milwaukee auf.